# كراتيرينا باليدا
كراتيرينا باليدا (بالإنجليزية: Crataerina pallida)‏، قملة طائر السمامة الشائع، هو نوع من الذباب العاض في عائلة ذباب القمل (ذباب شعراوي) . تتواجد هذه الذبابات بشكل شائع في أعشاش طائر السمامة الشائع او ما يطلق عليه (بالإنجليزية: Apus apus)‏ في أوروبا وآسيا.
تقضي ذبابة القمل دورة حياتها بأكملها مرتبطة بطائر السمامة الشائع، حيث تنتج حشرة القمل البالغة يرقات في أواخر أشهر الصيف والتي تتحول بعد ذلك إلى خادرة وتبقى خاملة خلال أشهر الشتاء داخل عش طائر السمامة الشائع. تتميز هذه الطفيليات بتوزيع سكاني عالي الكثافة ومستويات عالية من انتشار على المضيف. ثم تفقس الذبابة البالغة في الربيع عندما يضع طائر السمامة الشائع بيضة من قبل البالغين العائدين، وتتغذى على دم الصغار والبالغين، وتمتص حوالي 25 ملجم من الدم كل 5 أيام، ولذلك يمكن أن تكون آفة خطيرة على الطيور البالغة والصغار.
كراتيرينا باليدا (بالإنجليزية: Crataerina pallida)‏ هي طفيلي خارجي تنتقل عموديا، حيث تنتقل من العائل الأم إلى النسل . تعتبر كراتيرينا باليدا حميدة نسبيًا، لأن لياقة نوعها تعتمد على التكاثر الناجح لطائر السمامة الشائع. تشير الأدلة إلى أن كراتيرينا باليدا كان له تأثير ضئيل أو معدوم على نمو الفراخ أو معدل نجاح التحليق .

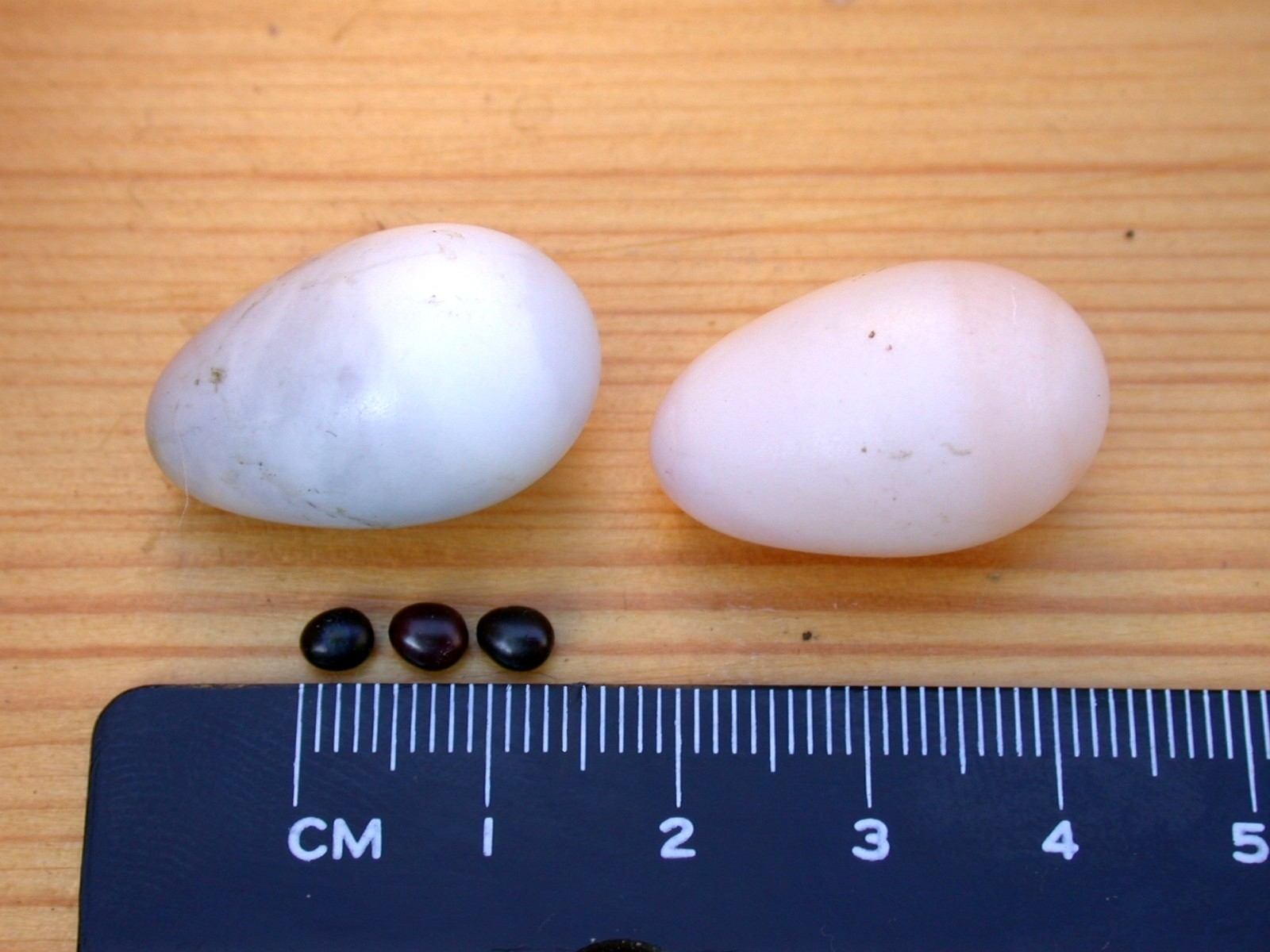
بيض طائرالسمامة الشائعة(أبوس أبوس) و(في الأسفل) يرقات كراتيرينا باليدا